# Дейвид Лойд Джордж
Дейвид Лойд Джордж, 1-ви граф Лойд Джордж от Дуйфор (на английски: David Lloyd George, 1st Earl Lloyd-George of Dwyfor) е британски политик, министър-председател на Обединеното кралство по време на Първата световна война и последният либерал избран на тази длъжност.
В качеството на Канцлер на хазната е знакова личност при представянето на много от реформите, положили основите на съвременната социална държава. Неговата най-запомняща се дейност е като силно енергичния министър-председател на Временното коалиционно правителство (1916 – 1922), което управлява по време на и непосредствено след Първата световна война. Той е основен играч в Парижката мирна конференция (1919 г.), с която Европа след краха на Германия е конфигурирана по нов начин. Според някои оценки, той оставя по-голям отпечатък в британския обществен живот от която и да била друга личност през 20 век, което се основава на въвеждането на социалната система, водачеството и съответно спечелването на войната, и следвоенната му позиция като реформатор на Европа и политически арбитър на Ирландия, която е разделена на Ирландска свободна държава и Северна Ирландия, която остава част от Обединеното кралство.
Дейвид Джордж е последният либерален политик, който служи като министър-председател. Парламентарната подкрепа за коалиционното управление е по-силна от страна на консерваторите, отколкото от неговите собствени съпартийци либерали. Либералите се разделят и това води до отдалечаването на тази партия от насъщния политически живот. Макар да поема руля в края на 20-те, той не успява да си възвърне властта и до настъпването на 30-те се превръща в маргинална и силно подозрителна личност. Известен е със своите позиции за принципно пораженчество по време на Втората световна война.
Макар много юристи да са били премиери, Лойд Джордж е единственият адвокат, който е изпълнявал и двете служби в живота си. Освен това той е единственият британски премиер с уелско потекло и неговият английски е втори език. Според едно проучване сред 139 души на науката, той е 3-тият най-велик британски премиер за 20 век. През 2002 г. едно проучване, което се провежда на територията на цялата страна, го определя за един от 100-те най-велики британци.

## Произход и ранни години (1863 – 1890)
Роден е на 17 януари 1863 година в Манчестър, Великобритания, като Дейвид Джордж. Родителите му са уелсци, но в корените му се преплитат английска и ирландска кръв. Баща му Уилям Джордж е директор на малко училище, но умира от пневмония през 1864 г. Майка му Елизабет Лойд продава семейната ферма и се мести при брат си в Уелс. Така вуйчо Ричард Лойд – обущар, проповедник в малка баптистка общност, човек с радикални визии и привърженик на либералите, се оказва най-влиятелна фигура за младия Дейвид Джордж, включително за политическите му възгледи. От благодарност към него, младият Дейвид Джордж прибавя Лойд към името си. Спорно остава дали това е първо или фамилно име. До 1917 г. в Британска енциклопедия Лойд е водено като първо име, след това като фамилия.
Отначало той учи в училище на англиканската църква, но продължава с частни учители. Ричард Лойд също така осигурява средства на Дейвид да следва правни науки.

## Политическа кариера (1890 – 1922)

### Либерална партия
През 1890 г. Лойд Джордж е избран за представител на либералите от уелския избирателен район Карнарвън в Камарата на общините и остава член на парламента до смъртта си през 1945 г. Той принадлежи на лявото крило на Либералната партия. Още от рано младият депутат привлича вниманието с пламенните си, понякога агресивни изказвания. Първоначално той настоява за по-голяма автономия на Уелс. Изказвал се е срещу Бурските войни. Възгледите му по онова време са пацифистки.

### Министър на търговията (1905) и министър на финансите (1908)
През 1905 Лойд Джордж става министър на търговията в кабинета на либерала Хенри Кемпбъл-Банерман. Когато премиерът умира през 1908 г., неговото място заема дотогавашният министър на финансите Хърбърт Хенри Аскуит. Освободеното от Аскуит министерство е поето от Лойд Джордж. Длъжността канцлер на хазната (министър на финансите) заема до 1915.
Като финансов министър, той се застъпва за основни социални реформи, сред които създаване на общ британски пенсионен фонд. За финансиране на своята амбициозна социална програма през 1909 г. той въвежда първото прогресивното подоходно облагане във Великобритания и значително повишава данъка върху наследството. Това е посрещнато с ожесточена съпротива от Камарата на лордовете. Тя бива преодоляна през 1911 г. със Закона за парламента, който трайно намалява властта на Горната камара.
Друго събитие от същия период е неговото участие в аферата Маркони, когато го обвиняват в използване на вътрешна информация при търговия с акциите на компанията. Поддръжник е и на идеята за автономия на Ирландия.

### Министър-председател (1916 – 1922)

#### Война и мир
Пацифистките настроения на Лойд Джордж се променят след Втората мароканска криза през 1911 г. В известната си реч за имението, той за първи път споделя своята готовност да приеме войната в смисъл на ultima ratio, като последно средство на политиката. Въпреки че по време на юлската криза през 1914 г. той е сред членовете на британското правителство, които се опитват да предотвратят участието на Великобритания в европейска война, след като Британската империя обявява война на Германия на 4 август 1914 г., той остава единственият член на „радикал-пацифското“ крило на кабинета и е готов да остане в правителството. От името на правителството той основава бюро за пропаганда на войната. През 1915 става министър на мунициите и през 1916 министър на войната.
В началото на декември 1916 година Лойд Джордж заплашва Аскуит с оттегляне от правителството и го принуждава да подаде оставка като премиер. Лойд Джордж застава начело на правителството и включвайки консерваторите, формира широко коалиционно правителство. Поддръжниците на Аскуит отиват в опозиция и така разцепват либералната партия. През следващите години той си извоюва почти диктаторска позиция в кабинета и прокарва политика на продължаване на войната до пълното поражение на германския Райх. Лойд Джордж става движещата сила за воденето на подходяща икономическа политика във Великобритания. Благодарение на така развитата икономическа система и на нейните отстъпки за работниците, британската икономика не се изтощава.
Още от самото начало на войната Лойд Джордж стои в групата на така наречените източни британски политици. Те смятат, че решителният удар трябва да се търси не на силния германски западен фронт, а първо срещу германските съюзници на изток. През критичната във военно отношение за Антантата 1917 г., вместо да преследва метода на постепенното унищожаване на Германия, Лойд Джордж се опитва да я отслаби чрез постигането на сепаративен мир с Австро-Унгария.
На 20 март 1917 г. Лойд Джордж формулира целите на Великобритания през световната война така: отстраняване на „реакционните военни правителства“ и създаването на „обществени правителства“, като основа на международния мир. На 4 август същата година „Националният комитет за целите на войната“ приема Лойд Джордж и Аскуит като председател и подема активна кампания с тези цели.
На Версайската мирна конференция той заема средна позиция между своите съюзници, президента на САЩ Удроу Уилсън и френския министър-председател Жорж Клемансо. Той се застъпва за политическо наказание за Германия, върху която той хвърля основната вина за войната, но не споделя желанието на Клемансо за териториално разпокъсване на страната и за дълготрайни икономически санкции. Фактът, че в южната и източната гранични области Прусия и Горна Силезия се провеждат референдуми за оставане в немския Райх, се дължи главно на инициативата на Лойд Джордж. По-късно (през 1928) Лойд Джордж пише, че при сключването на мира някои от страните от Съглашението са предоставяли напълно фалшиви документи, въз основа на които са били налагани клаузите по мирните договори.
В крайна сметка Лойд Джордж не успява със своето искане: „Новата карта на Европа трябва да бъде изготвена така, че да не оставя причина за спорове, които в крайна сметка биха довели Европа до нова война“.
През 1919 и 1920 г. Лойд Джордж успява чрез преговори да предотврати работнически вълнения в Англия. След войната той не постига успехи във външната си политика. Неговите усилия да се образува голяма гръцка империя за сметка на Турция се провалят.

#### Ирландски въпрос
Най-належащият вътрешно-политически въпрос по това време е решаването на ирландския въпрос. Като уелски националист – той все още е единственият уелсец, изпълнявал длъжността на британски министър-председател – той среща с разбиране желанието на мнозинството ирландци за повече самостоятелност. Със създаването на свободна Ирландия през 1921, т.е. с предоставянето на пълна автономия на преобладаващо католическата южна част на острова, Лойд Джордж среща силна съпротива от страна на консервативните си коалиционни партньори. Това, както и различията по отношение на икономическата политика и провалът на външната политика в Близкия изток, където той поддържа арабите националисти в Сирия срещу френското управление, води до падането на Лойд Джордж от власт през 1922, като конкретният повод е Кризата Чанаккале. Следващото правителство е консервативно. Заради разделянето на либералите, те губят значително влияние в британската политика не са излъчили нито един министър-председател.

## Следващи години (1922 – 1945)
Лойд Джордж остава член на долната камара на британския парламент. През следващите години той често бива спряган като кандидат за министерски постове, но така и не практикува отново някаква функция в изпълнителната власт. През 30-те години той е един от привържениците на политика на помирение и се опитва от името на британското правителство да посредничи между Англия и хитлерова Германия. През 1938 Лойд Джордж (според собствено изказване) получава предложение да се включи в Испанската гражданска война като министър на снабдяването в републиканското правителство, но отказва.
През 1940 Лойд Джордж се проявява за последен път като говорител в парламента в така наречения „норвежки дебат“, който води до падането на правителството на Чембърлейн и учредяването на военно правителство, ръководено от Чърчил. През 1945 г. Чърчил, искайки да спести на възрастния си приятел изморителната кампания за влизане в долната камара на парламента, го награждава с благородническата титлата 1-ви Граф Лойд Джордж от Дуйфор и по този начин Лойд Джордж получава място в Камарата на лордовете, което е доживотно и следователно няма нужда да се защитава в изборната кампания.
Умира на 26 март 1945 година в Ланистъмдви, графство Карнарвън, Великобритания, на 82-годишна възраст.